# Helmut Bakaitis
Helmut Bakaitis (nacido el 26 de septiembre de 1944) es un director, actor y guionista australiano.

## Biografía
Bakaitis nació en Lauban, Silesia, Alemania (ahora Lubań, Polonia) de padres lituanos. 
Se educó en el Fort Street High School de Sídney, Nueva Gales del Sur, donde hizo una brillante interpretación del papel principal en la obra Hamlet, en una producción escolar que fue realizada en el monumento a los caídos de Sídney. 

## Carrera
Es más conocido por su pequeño papel de «el Arquitecto» en la segunda y tercera películas de la trilogía Matrix. 
Estuvo en el cargo de director del Instituto Nacional de Arte Dramático de Australia "NIDA" durante nueve años, hasta 2007.

## Filmografía

### Actor
- Rake, en los episodio # 4.1 como el juez Barton (2016).
- Happy Feet (2006)
- The Illustrated Family Doctor (2005). Personaje: John
- All Saints (2003). Personaje: Salvator Forlano en los episodios To Forgive, Divine, Wrong Call y Older and Wiser
- Syntax Error (2003). Personaje: Doctor
- The Matrix Revolutions (2003). Personaje: El Arquitecto
- The Matrix Reloaded (2003). Personaje: El Arquitecto
- The Farm (2001). Personaje: Juez Wescott
- Drama School (2000). Personaje: él mismo
- A Difficult Woman (1998). Personaje: Canciller #2
- Police Rescue (1996), en episodio «Nobby's Place», como el Dr. Mayfield.
- Home and Away. Personajes: George Morris (1988), Peter Fraser (1998).
- Melba (1987). Personaje: John Lemonne
- I Can't Get Started (1985). Personaje:  Sidney
  - aka Act Two
- Shirley Thompson vs. the Aliens (1972). Personaje: Harold
- Stork (1971). Personaje: Clyde
- Homicide, en los episodios Taken Care Of (como Larry Fenton), Dead Shot (como Tommy Fraser), The Living Death (como Don Lambton).

### Guionista
- Shirley Thompson vs. the Aliens (1972)